# Sićevo
Sićevo (cyr. Сићево) – wieś w Serbii, w okręgu niszawskim, w mieście Nisz. W 2011 roku liczyła 772 mieszkańców.